# The Love In Me
«The Love In Me» (El amor en mí) es el tercer sencillo del cuarto álbum de Thomas Anders, When Will I See You Again. 

## Créditos
- Productor: Christian de Walden y Ralf Stemmann
- Coproductor: Walter Clissen
- Arreglos: Christian de Walden y Ralf Stemmann
- Grabación: Walter Clissen
- Mezcla: Walter Clissen
- Letra: Werner Hammer, Timothy Touchton y Margaret Harris
- Música: Werner Hammer, Timothy Touchton
- Coros: Eric Paletti, Warren Ham, Michael Mishaw, Kenny O'Brien, Brandy Jones y Bambi Jones

## Sencillos
CD-Maxi Polydor 855 241-2 / EAN 0042285524123	21.01.1994
1. 	The Love In Me		4:02
2. 	The Love In Me (Extended Version)	5:47
3. 	Caught In The Middle		3:43

The Remixes - CD-Maxi Polydor 855 441-2 / EAN 0042285544121	15.02.1994
1. 	The Love In Me (AL/X/S Remix 1)		4:24
2. 	The Love In Me (NAT/TZ Remix)		5:07
3. 	The Love In Me (AL/X/S Remix 2)		5:48
- Datos: Q6144829